# Harsum

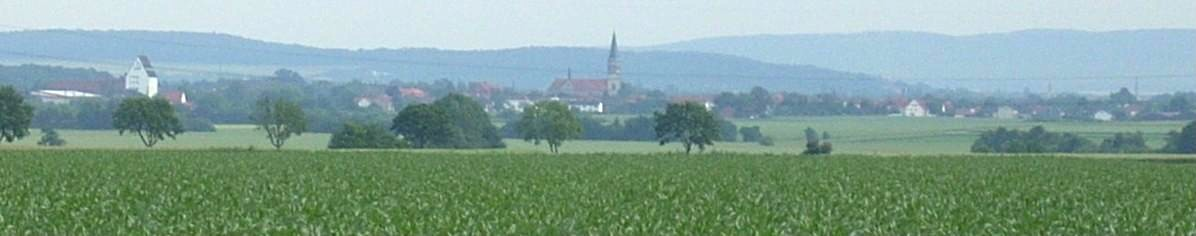
Harsum nhìn thừ phía bắc với Giáo đường St. Cäcilia

Harsum là một đô thị ở huyện Hildesheim trong bang Niedersachsen, Đức. Đô thị Harsum có diện tích 49,93 km², dân số thời điểm ngày 31 tháng 12 năm 2004 là 12.257 người. It is situated cự ly khoảng 6 km về phía bắc của Hildesheim, và 25 km về phía đông nam của Hanover.